# سینیان شن
 سینیان شن (انگلیسی: Sinyan Shen؛ زاده ۱۹۴۹) یک فیزیک‌دان است.